# Payzac (Ardèche)
 Payzac  ist eine französische Gemeinde mit 539 Einwohnern (Stand 1. Januar 2022) im Département Ardèche in der Region Auvergne-Rhône-Alpes; sie gehört zum Arrondissement Largentière und zum Kanton Les Cévennes Ardéchoises.

## Geografie
Payzac liegt in einer Mittelgebirgsregion zwischen den Tälern der Beaume und des Chassezac am Oberlauf des Flusses Salindres.